# Al·lodínia
L'al·lodínia és una sensació en la qual el dolor és causat per un estímul que normalment no el provocaria. Per exemple, una cremada solar pot causar al·lodínia temporal, i tocar la pell cremada pel sol o fer-hi córrer aigua freda o tèbia pot ser molt dolorós. És diferent de la hiperalgèsia, una resposta exagerada d'un estímul normalment dolorós. El terme prové del grec antic άλλος állos "un altre" i οδύνη odúnē "dolor".

## Tipus
Hi ha diferents tipus o tipus d'al·lodínia:
- Al·lodínia mecànica (també coneguda com a al·lodínia tàctil)
  - Al·lodínia mecànica estàtica: dolor en resposta quan es toca[2]
  - Al·lodínia mecànica dinàmica: dolor en resposta a una caricia lleugera[3]
- Al·lodínia tèrmica (calenta o freda): dolor provocat per temperatures de la pell normalment suaus a la zona afectada
- Al·lodínia del moviment: dolor provocat pel moviment normal de les articulacions o els músculs

## Causes
L'al·lodínia és una característica clínica de moltes afeccions doloroses, com ara neuropaties, síndrome de dolor regional complex, neuràlgia postherpètica, fibromiàlgia i migranya. L'al·lodínia també pot ser causada per algunes poblacions de cèl·lules mare que s'utilitzen per tractar lesions nervioses, inclosa la lesió de la medul·la espinal.